# Нахичеванский, Гусейн хан Келбали хан оглы
Гусе́йн хан Келбали хан оглы Нахичева́нский (азерб. Hüseyn xan Kəlbəli xan oğlu Naxçıvanski, также Хан Гуссейн Нахичеванский; 28 июля (9 августа) 1863 — предположительно январь 1919) — русский военачальник, генерал от кавалерии, генерал-адъютант.
Происходил из рода Кенгерли, из ханской фамилии Нахичеванских (Эриванская губерния), которые в прошлом были владетелями Нахичевани. Командовал элитными кавалерийскими частями и был единственным за всю историю генерал-адъютантом — мусульманином в Русской императорской армии. Кавалер 20 российских и 9 иностранных государственных наград, включая боевые ордена Святого Георгия 3-й и 4-й степеней и Золотое оружие «За храбрость». Предположительно, расстрелян большевиками в январе 1919 года.

## Начало военной карьеры
Гусейн хан Нахичеванский родился 28 июля (9 августа) 1863 года в Нахичевани в семье ротмистра (генерал-майор с 14 сентября 1874 года) Русской армии Келбали хана Нахичеванского и его жены Хуршид. Он был седьмым из их восьми детей. Отец Гусейн хана был сыном последнего правителя Нахичеванского ханства Эхсан хана Нахичеванского.
9 декабря 1873 года Гусейн хан был зачислен в пажи к Высочайшему двору, а 7 февраля 1877 года в Пажеский Его Императорского Величества корпус. Это привилегированное учебное заведение было основано в 1759 году и готовило офицеров исключительно для гвардейских полков. По окончании корпуса по 1-му разряду 12 августа 1883 года, Высочайшим приказом был произведён корнетом в лейб-гвардии Конный полк, старейший полк русской армии, шефами которого традиционно были императоры России.
С марта 1885 по май 1886 года подпоручик Хан Нахичеванский был прикомандирован к 43-му Тверскому драгунскому полку. 30 августа 1887 года он был произведён в поручики.
Первая награда Гусейн хана была не российской, а иностранной. 8 ноября 1890 года ему было разрешено принять и носить персидский орден Льва и Солнца 4-й степени за отличные действия при встрече и проводах делегации Шаха Персии. За время службы в полку Гусейн хан неоднократно назначался для сопровождения Шаха Персии во время его проезда через территорию России, и за отличное выполнение своих обязанностей удостаивался государственных наград Персии.
С 26 июля 1893 по 19 августа 1894 года поручик Хан Нахичеванский заведовал полковой учебной командой. 17 апреля 1894 года был произведён в штабс-ротмистры.
30 августа 1894 года «за отличие по службе» был удостоен своей первой российской награды — ордена Святого Станислава 3-й степени. 8 июня 1895 года было разрешено принять и носить офицерский крест ордена Румынской звезды, присвоенный за сопровождение румынской правительственной делегации. С 13 августа по 6 октября 1896 года временно командовал 3-м эскадроном. С 13 июня по 15 декабря 1897 года член полкового суда. 26 июня 1897 года разрешено принять и носить австрийский орден Железной короны 3-й степени за приём и проводы делегации Австрийского Императорского двора.
С 12 июня по 9 июля 1897 года временно командовал 3-м эскадроном, а 9 апреля 1898 года был назначен на свою первую командную должность — командиром 3-го эскадрона. 6 мая 1898 года Гусейн хан был произведён в ротмистры. С 15 августа по 22 октября 1898 года временно исполнял должность помощника командира полка по хозяйственной части. С ноября 1898 по май 1899 года и с ноября 1899 по май 1900 года член полкового суда. 6 декабря 1899 года за 15 лет отличной службы в Конной гвардии награждён орденом Святой Анны 3-й степени.
С 25 сентября по 6 ноября 1900 года находился при свите персидского шаха Мозафереддин-шах Каджара во время пребывания его в России. 17 февраля 1901 года за встречу и проводы Шаха персидского Гусейн хану было разрешено принять и носить пожалованный Шахом орден Льва и Солнца 2-й степени. 6 декабря 1902 года награждён орденом Святого Станислава 2-й степени. 6 апреля 1903 года Хан Нахичеванский был произведён в полковники. С 12 апреля 1903 года исполнял должность помощника командира полка по строевой части. С 7 мая 1903 по 1 января 1904 года — помощник командира полка по строевой части. С 29 мая 1903 по 3 марта 1904 года председатель полкового суда. В январе—феврале 1904 года помощник командира полка по хозяйственной части. За приём и сопровождение иностранных правительственных делегаций ему было разрешено принять и носить алмазную звезду к персидскому ордену Льва и Солнца 2-й степени, а также болгарские ордена «За военные заслуги» 3-й степени и Святого Александра 4-й степени.

## Русско-японская война и последующие годы
С началом Русско-японской войны Хан Нахичеванский был командирован 1 марта 1904 года в распоряжение командующего войсками Кавказского военного округа. 24 марта он прибыл в город Порт-Петровск, где приступил к формированию из добровольцев 2-го Дагестанского конного полка. 25 марта был назначен командиром полка. 17 апреля 1904 года полк отправился на театр военных действий, где вошёл в состав Кавказской конной бригады генерал-майора Г. И. Орбелиани. С декабря 1904 по февраль 1905 года, и в июне—сентябре 1905 года полковник Хан Нахичеванский временно командовал Кавказской конной бригадой.
В Русско-японской войне 2-й Дагестанский конный полк проявил себя наилучшим образом. Сам Гусейн хан за отличие в делах против японцев был награждён: орденами Святой Анны 2-й ст. с мечами (3.11.1904), Святого Равноапостольного князя Владимира 4-й ст. с мечами и бантом (8.02.1905), мечами к ордену Святого Станислава 2-й ст. (7.09.1905), Святого Владимира 3-й ст. с мечами (6.02.1906) и Золотым оружием «За храбрость» (18.06.1906).
За кавалерийскую атаку позиций японцев у деревни Ландунгоу Хан Нахичеванский был удостоен 27 января 1907 года ордена Святого Георгия 4-й степени, наиболее уважаемой награды в офицерской среде, которую вручали исключительно за личное мужество в бою. В наградном документе было сказано:
В бою 14-го января 1905 года, будучи командиром 2-го Дагестанского конного полка, когда расстрелявшая все патроны 1-я Забайкальская казачья батарея была атакована японской пехотой, он, получив от генерал-адъютанта Мищенко приказание атаковать противника, зашел с полком во фланг японцам и с двух верст бросился в атаку, чем заставил японскую пехоту прекратить атаку и бежать за закрытия, а затем, хотя японская батарея повернула орудия и сосредоточила весь огонь против дагестанцев, а японская пехота, заняв глинобитные стенки деревни, открыла тоже огонь против полка, он продолжал атаку, и только дойдя до непроходимого оврага в 300—400 шагах от батареи, вынужден был остановиться и отойти назад, причем полк отступил в порядке, вынеся убитых и раненых.
После окончания войны, 24 ноября 1905 года Гусейн хан был назначен командиром одного из старейших и прославленных полков русской армии — 44-го драгунского Нижегородского полка. В русской армии этот полк неофициально считался кавказской гвардией.
В командование полком вступил 14 февраля 1906 года. С 21 марта по 29 апреля 1906 года находился в Санкт-Петербурге в составе депутации Кавказской конной бригады для представления императору. 4 апреля 1906 года назначен был флигель-адъютантом свиты Его Императорского Величества с оставлением в должности командира 44-го драгунского Нижегородского полка.
4 июля 1906 года Хан Нахичеванский был назначен командиром лейб-гвардии Конного полка. Из приказа 44-му Нижегородскому драгунскому полку от 11 июля 1906 года:
Нижегородцы! С чувством глубокой грусти расстаюсь с вами. Всем сердцем привязался я к вам за короткое время моего командования. Всегда буду гордиться, что имел честь командовать столь знаменитым и доблестным Нижегородским полком. Уверен, что никакие обстоятельства не заставят его забыть долг и присягу Нижегородца!

Прощайте друзья, дорогие однополчане! Храни вас Бог!
30 июля 1907 года за отличие по службе произведён был в генерал-майоры свиты Его Императорского Величества.
Гусейн хан являлся членом Мусульманского Благотворительного Общества в Санкт-Петербурге. В июле 1907 года Гусейн хан, будучи сам мусульманином, организовал сбор средств на строительство в Красном Селе полковой Церкви Святой Ольги в память о битве под Фридландом, в которой отличился лейб-гвардии Конный полк. Закладка церкви состоялась при участии императора Николая II, а строительство было завершено к 10 июля 1909 года.
19 апреля 1909 года Хану Нахичеванскому было объявлено Высочайшее благоволение «за особые труды по пересмотру статута ордена Св. Георгия». 15 апреля 1911 года свиты Его Величества генерал-майор Гусейн Хан Нахичеванский был назначен в распоряжение главнокомандующего войсками гвардии и Петербургского военного округа генерала от кавалерии генерал-адъютанта Великого князя Николая Николаевича с оставлением в свите Его Императорского Величества, списках лейб-гвардии Конного полка и с зачислением по гвардейской кавалерии. 18 апреля 1912 года назначен начальником 1-й Отдельной кавалерийской бригады с оставлением в свите Его Величества. В 1910 году был удостоен ордена Святого Станислава 1-й степени, а 6 декабря 1913 года награждён орденом Святой Анны 1-й степени. 16 января 1914 года "состоящий по гвардейской кавалерии, числящися в списках лейб-гвардии Конного полка" Гусейн Хан Нахичеванский был произведён в генерал-лейтенанты и назначен начальником 2-й кавалерийской дивизии.

## Первая мировая война
Особое место в жизни Хана Нахичеванского занимает Первая мировая война. 31 июля 1914 года в войсках были получены телеграммы о мобилизации. С объявлением мобилизации командир 2-й кавалерийской дивизии генерал-лейтенант Гусейн хан Нахичеванский вступил в командование Сводным кавалерийским корпусом в составе 1-й и 2-й гвардейских кавалерийских, 2-й и 3-й кавалерийских дивизий, имея задачей сосредоточиться на правом фланге 1-й армии в районе Вильковишки с тем, чтобы прикрывать её развертывание. На разведывательные действия конницы возлагались особые надежды.
После сосредоточения гвардейской кавалерии Хан Нахичевавский разделил свой отряд на две группы: правую в составе гвардейских дивизий под командой начдива 2-й гвардейской генерал-лейтенанта Г. О. Рауха, и левую в составе 2-й и 3-й кавалерийских под командой начдива 3-й кавдивизии генерал-лейтенанта В. К. Бельгардта.
Утром 4 августа 1914 года части 1-й армии двинулись вперёд через государственную границу. На правом фланге армии Сводный конный корпус Хана Нахичеванского продвинулся к Пилькалену. 5 августа корпус натолкнулся на ожесточённое сопротивление немцев на линии Витгирен-Мальвишкен, откуда ему пришлось выбивать части спешенной конницы и самокатчиков 44-го и 45-го германских полков. О тяжёлом характере боёв свидетельствуют потери русской конницы. Только в бою у Каушена и Краупишкена два полка 1-й гвардейской кавалерийской дивизии (Кавалергардский и Лейб-гвардии конный) потеряли убитыми и ранеными более половины наличных офицеров. Общие потери составили около 380 человек. Немцы потеряли 1200 человек.
Русская кавалерия, особенно гвардейская, покрыла себя при этом славой. Были прорваны германские линии, взяты укрепленные деревни, два полевых орудия, на немцев наведена была паника... В штурме деревень отличились конная гвардия и кавалергарды. Три спешенных эскадрона, пристегнув штыки к карабинам смело атаковали деревню, а конный резерв их овладел орудиями.
Особо ожесточённые бои происходили у города Вормдитт. Находившийся в боевых порядках войск командир корпуса Хан Нахичеванский с оставшимися у него 1 эскадроном, 1 сотней и 6 орудиями двинулся через Госпитальную рощу в охват города с севера. Там отряд неожиданно столкнулся с вражеской пехотой и попал под обстрел, при этом Хан Нахичеванский был ранен, а начальник 3-й кавалерийской дивизии генерал В. К. Бельгард убит. Хан Нахичеванский остался в строю и продолжал командовать отрядом.
Из дневника императора Николая II:
15-го сентября 1914 г. Понедельник.
После обычных докладов принял хана Нахичеванского, приехавшего с легкою раною в руку с войны. Он с нами завтракал и рассказывал много интересного.
13 октября 1914 года генерал-лейтенант Гусейн хан Нахичеванский был назначен командиром 2-го кавалерийского корпуса, в состав которого входили 12-я кавалерийская дивизия «Второй шашки Империи» генерал-лейтенанта А. М. Каледина (с 24 июня 1915 года командиром дивизии стал генерал-лейтенант Карл Густав Маннергейм) и Кавказская туземная конная дивизия под командованием Свиты Его Величества генерал-майора великого князя Михаила Александровича. 19 октября, в связи с предстоящим отъездом к новому месту службы Гусейн хан представился императору. Из дневника Николая II:
19-го октября. Воскресенье.

…принял Хана Нахичеванского, кот[орый] выздоровел и едет принимать новый кавалерийский корпус…
22 октября 1914 года Высочайшим приказом Хан Нахичеванский был удостоен Ордена Святого Георгия 3-й степени:
за то, что 6 августа 1914 г., прикрывая фланг 1-й армии, самостоятельно вступил в решительный бой с неприятелем, угрожавшим флангу, и отбросил его с большими потерями, чем значительно способствовал успеху боя. Командуя двумя кавалерийскими дивизиями, способствовал наступлению армии, разрушая в районе расположения противника железные дороги и мосты, занял после упорного боя узловую станцию и уничтожил большие запасы бензина и керосина. Затем, когда в августе этого же года был обнаружен обход неприятеля, выяснил рядом боевых столкновений силы и направление его и тем оказал помощь своим войскам.
16 ноября 1914 года был награждён орденом Святого Владимира 2-й степени с мечами. К концу февраля 1915 года части 2-го кавалерийского корпуса выполнили поставленную перед корпусом боевую задачу в Карпатской операции войск Юго-Западного фронта. В конце марта корпус был выведен в Восточную Галицию на отдых. Воспользовавшись передышкой Хан Нахичеванский выехал в Петербург. В пути следования поезд потерпел крушение. По счастливой случайности он отделался ушибами и сотрясением мозга. 29 апреля Гусейн хан Нахичеванский был принят императором в Царском Селе. 1 мая 1915 года Гусейн хан был удостоен ордена Белого орла с мечами.
3 мая мощная германская группа войск генерала Августа фон Макензена перешла в наступление и прорвала оборону 3-й русской армии генерала Р. Д. Радко-Дмитриева. В тяжёлых оборонительных боях участвовал и 2-й кавалерийский корпус генерала Хана Нахичеванского. По сообщению военного историка А. А. Гордеева:
На фронте отступающих частей 3-й армии на линии реки Вислицы подошел конный корпус хана Нахичеванского и на глазах пехотных частей под ураганным огнём германской артиллерии, пулеметов и ружейной стрельбы двинулся в атаку на противника. Вид несущейся в атаку конницы поднял дух не только в частях пехоты, но и раненые поднимались и готовы были с конницей бежать на противника.
1 июня 1915 года последовало новое назначение. Высочайший приказ, отданный в Царском Селе 1 июня 1915 года:
Назначается: По кавалерии. Числящийся по Гвардейской кавалерии Командир 2-го Кавалерийского Корпуса, Генерал-Лейтенант Хан-Гуссейн-Нахичеванский — Генерал-Адъютантом к Его Императорскому Величеству с оставлением в занимаемой должности.
23 августа 1915 года император Николай II встал во главе Русской армии, сместив с поста Верховного главнокомандующего Великого Князя Николая Николаевича, который был назначен Наместником Кавказа, главнокомандующим Кавказской армией и войсковым наказным атаманом Кавказских казачьих войск. 13 сентября 1915 года Хан Нахичеванский был временно командирован в распоряжение главнокомандующего Кавказской армией с оставлением в должности командира 2-го кавалерийского корпуса, а 25 октября был назначен в распоряжение Наместника Кавказа и главнокомандующего Кавказской армией.
23 января 1916 года Гусейн хан Нахичеванский «за отличие в делах против неприятеля» был произведён в генералы от кавалерии, со старшинством с 18 февраля 1915 года.
С осени 1915 года Верховный главнокомандующий император Николай II начал претворять в жизнь своё давнишнее желание собрать и объединить в одну группу все части гвардии, создав таким образом свой личный резерв.
9 апреля 1916 года Хан Нахичеванский был назначен командиром вновь сформированного Гвардейского кавалерийского корпуса. В состав корпуса вошли 1, 2 и 3-я гвардейские кавалерийские дивизии. Гвардейский кавалерийский корпус под командованием генерал-адъютанта генерала от кавалерии Хана Нахичеванского участвовал в боевых действиях Западного и Юго-Западного фронтов в составе Особой армии. Принимал участие в Брусиловском прорыве.
В конце 1916 года в связи с неспособностью интендантских служб подвозить фураж и провиант в прифронтовую полосу, Ставка Верховного Главнокомандующего отправила Гвардейский кавалерийский корпус в резерв, разместив его в районе Ровно. Здесь кавалеристов и застало известие о революции в России.

## Революция
28 января 1917 года в Царском Селе состоялась последняя встреча генерал-адъютанта Хана Нахичеванского с императором Николаем II.
2 марта 1917 года император Николай II на железнодорожной станции Дно был вынужден подписать Акт об отречении. Получив об этом сообщение из Ставки, генерал Гусейн хан Нахичеванский отправил начальнику штаба Верховного главнокомандующего генералу М. В. Алексееву телеграмму:
До нас дошли сведения о крупных событиях. Прошу Вас не отказать повергнуть к стопам Его Величества безграничную преданность гвардейской кавалерии и готовность умереть за своего обожаемого Монарха. 2370. 3 марта. 14 ч. 45 м. Генерал-адъютант Хан-Нахичеванский.
Однако генерал-адъютант Алексеев не передал телеграмму императору. Генерал-лейтенант А. И. Деникин отмечал в своих «Очерках русской смуты»:
Многим кажется удивительным и непонятным тот факт, что крушение векового монархического строя не вызвало среди армии, воспитанной в его традициях, не только борьбы, но даже отдельных вспышек. Что армия не создала своей Вандеи… Мне известны только три эпизода резкого протеста: движение отряда генерала Иванова на Царское Село, организованное Ставкой в первые дни волнений в Петрограде, выполненное весьма неумело и вскоре отмененное, и две телеграммы, посланные государю командирами 3-го конного и гвардейского конного корпусов, графом Келлером и ханом Нахичеванским. Оба они предлагали себя и свои войска в распоряжение государя для подавления «мятежа»…
В последние годы, особенно после выхода в свет мемуаров генерала от инфантерии Н. А. Епанчина «На службе трёх императоров», появились утверждения, что Хан Нахичеванский не имел отношения к этой телеграмме, и что она была составлена без его ведома начальником штаба корпуса генерал-майором бароном А. Г. Винекеном, который погиб при невыясненных обстоятельствах, по разным данным 11 марта или 29 марта 1917 года. Согласно Епанчину, он ушёл в свой кабинет и застрелился после разговора с Гусейн ханом, во время которого последний не одобрил инициативы начальника штаба.
В то же время согласно другим свидетельствам причиной самоубийства Винекена стало неприятие им нового строя. Обстоятельства трагической гибели Александра Георгиевича Винекена изложены в книге ротмистра, впоследствии полковника Лейб-гвардии Кирасирского Её Императорского Величества полка Георгия Адамовича Гоштовта:
В частях Гвард. кавалер. корпуса на 11.III была назначена присяга Временному правительству, которого никто не знал и которому никто не верил.
Низко нависло хмурое серое небо, временами кропя сверху собиравшихся кирасир, холодными мелкими брызгами. На большом лугу у госп. двора Сапожин, еле вытаскивая ноги из хлюпающей, засасывающей глинистой жижи, мрачно собирались эскадроны и команды.
Тот ритуал присяги, к которому, ежегодно, в течение двухсот двадцати пяти лет, готовилось каждое новое поколение российских воинов, — новое звено, прикрепляемое к непрерывно тянущейся цепи, — ритуал, при котором говорили необыденными торжественными словами — теперь заменен был никого не волнующим отбыванием номера, при котором произносили обыденным — тем же, что и на базаре, — языком обещания, пересыпанные опошленными уже на митингах словами, вроде гражданин, воля народа и другими!…
Многие кирасиры, из предусмотрительных крестьян, присяжных листов не подписали.

В этот день присягали и чины штаба корпуса. Давно уже построились на дворе команды. Начальник штаба все не выходил. Когда пошли вторично ему доложить, что все готово, чтобы начать присягу, — генерала барона Виннекен нашли уже мертвым, склонившимся над письменным столом. В его руке еще дымился приставленный к виску револьвер…
Согласно Гоштовту, решение об отправке Ханом Нахичеванским телеграммы отражало мнение всего офицерского состава, и было принято на совещании с командирами частей корпуса.
После отречения Николая II Гусейн хан отказался присягать на верность Временному правительству. По воспоминаниям придворного историка генерала Д. Н. Дубенского, Хан Нахичеванский безуспешно пытался отговорить Великого князя Николая Николаевича, назначенного Николаем II при отречении Верховным Главнокомандующим, от поездки в Ставку, которая закончилась вынужденным отказом Великого князя от этого поста под давлением Временного правительства и Советов:
Кажется, 10‑го марта поезд великого князя Николая Николаевича прибыл в Могилев. С ним прибыли великий князь Петр Николаевич с сыном Романом Петровичем, пасынок Николая Николаевича герцог Лейхтенбергский, князь В. Н. Орлов, генерал Крупенский и несколько адъютантов. Их рассказы полны интереса. Находившиеся в Харькове, и тоже встречавшие Николая Николаевича генерал‑адъютант Хан Гуссейн‑Нахичеванский и князь Юсупов граф Сумароков‑Эльстон убеждали великого князя не ехать в Ставку, находящуюся всецело под давлением временного правительства, которое определённо стоит за устранение Николая Николаевича, как Романова, от командования и против предоставления ему власти. Великий Князь глубоко задумался, долго сидел один, затем советовался с братом Петром Николаевичем, генералом Янушкевичем и другими лицами своей свиты и решил в конце концов не менять маршрута и следовать в Могилев. Кажется, на второй день великие князья Николай и Петр Николаевичи и князь Роман Петрович, его высочество принц Александр Петрович Ольденбургский и пасынок великого князя Николая Николаевича, герцог Лейхтенбергский, и вся свита их приняли присягу Временному правительству в вагоне поезда его высочества. Николай Николаевич очень нервно был настроен, и его руки, подписывая присяжный лист, тряслись.
16 апреля 1917 года приказом № 461 назначенный Временным правительством Верховным Главнокомандующим А. А. Брусилов отстранил от своих должностей 47 высокопоставленных военачальников, подозревавшихся в монархических настроениях. В их числе был и командир Гвардейского кавалерийского корпуса генерал от кавалерии Гусейн хан Нахичеванский. Он был зачислен в резерв чинов при штабе Киевского, а с 23 июня 1917 года — Петроградского военного округа. После Октябрьского переворота в качестве частного лица проживал с семьёй в Петрограде.
Постановлением Петроградской ЧК Гусейн хан был арестован 18 мая 1918 года по обвинению в причастности к контрреволюционной деятельности. Содержался в Доме предварительного заключения Петрограда, на Шпалерной улице. Вместе с ним в заключении находились Великие князья Павел Александрович, Николай Михайлович, Георгий Михайлович и Дмитрий Константинович. Там же находился и служивший в своё время под командованием Гусейн хана Великий князь Гавриил Константинович, которому впоследствии удалось вырваться из застенков ЧК и который в своих воспоминаниях упоминал, что встречался с Ханом Нахичеванским во время прогулок во дворе тюрьмы. После убийства 30 августа М. С. Урицкого и ранения в тот же день В. И. Ленина, большевики объявили «красный террор» и все сидевшие в Доме Предварительного Заключения стали заложниками. Имя Гусейн хана значилось в списке заложников, опубликованном 6 сентября 1918 года в большевистских изданиях «Красная газета» и «Северная коммуна». Было объявлено, что включённые в список заложники будут расстреляны, «если правыми эсерами и белогвардейцами будет убит ещё хоть один из советских работников».
Великие князья Павел Александрович, Николай Михайлович, Георгий Михайлович и Дмитрий Константинович были расстреляны в Петропавловской крепости 29 января 1919 года. Согласно ряду авторов, Гусейн хан был расстрелян вместе с Великими князьями. Однако документального подтверждения этому найти пока не удалось, так же как и установить место захоронения генерала.

## Характеристика личности
По мнению военного историка В. Рогвольда:
Ген. Хан-Нахичеванский перед войной командовал 2-й кав. див. и очутился во главе большого конного отряда до известной степени случайно. Всю свою службу провел в строю, командовал Дагестанским конным полком, с которым сделал всю Японскую кампанию, и гвар. конным полком. Широкого военного образования не имел, привык пунктуально исполнять приказания начальства; лично очень храбрый. Не умел держать в руках непосредственно подчиненных начальников дивизий, которые иногда не исполняли прямых приказаний, держались очень самостоятельно, но проявляли инициативу не для достижения боевых целей, а для получения возможно больших удобств для своих частей. Сам Хан-Нахичеванский имел некоторое пристрастие к тем частям, которыми раньше командовал (до прибытия гвардии - к своей 2-й кав. див., после прибытия гвардии - к 1-й гвард. кав. див.); потери в этих частях производили на него очень сильное впечатление. Наконец Хан-Нахичеванский, мягкий и очень добрый человек, попадал под безответственные влияния. Командовать ему пришлось при довольно трудной обстановке, имея под своим начальством самые блестящие полки гвардии, которые дрались и работали не жалея себя, но были приучены к особому вниманию и особому отношению к себе. Хан-Нахичеванский действовал по мере сил и разумения, не искал личных выгод, был лучшим из начальников кавалерийских дивизий 1-й армии, которые все, делаясь самостоятельными, действовали хуже его.

## Военные чины
- Вступил на службу (31.08.1881)[53]
- Корнет (12.08.1883)
- Подпоручик (30.08.1884)
- Поручик (12.08.1887)
- Штабс-ротмистр (17.04.1894)
- Ротмистр (06.05.1898)
- Полковник (06.04.1903)
- Флигель-адъютант (04.04.1906)
- Генерал-майор Свиты (31.05.1907)
- Генерал-лейтенант (31.05.1911)
- Генерал-адъютант (01.07.1915)
- Генерал от кавалерии (23.01.1916)

## Награды
| - Орден Святого Станислава 3-й степени (1894 год) - Орден Святой Анны 3-й степени (1899 год) - Орден Святого Станислава 2-й степени (1902 год) - Орден Святой Анны 2-й степени с мечами (1904 год) - Мечи к ордену Святого Станислава 2-й степени (1905 год) - Золотое оружие «За храбрость» (18 июня 1906 года) - Орден Святого Владимира 4-й степени с мечами и бантом (1906 год) - Орден Святого Владимира 3-й степени с мечами (1906 год) - Орден Святого Георгия 4-й степени (1907 год) - Высочайшее Благоволение (1909 год) - Орден Святого Станислава 1-й степени (1910 год) - Орден Святой Анны 1-й степени (1913 год) - Орден Святого Георгия 3-й степени (1914 год) - Орден Святого Владимира 2-й степени с мечами (1914 год) - Орден Белого орла с мечами (1915 год) - Медаль «В память царствования императора Александра III» (1896 год) - Медаль «В память коронации Императора Николая II» (1896 год) - Медаль «За труды по первой всеобщей переписи населения» (1897 год) - Медаль «В память 200-летия Полтавской битвы» (1909 год) - Медаль «В память 300-летия царствования дома Романовых» (1913 год) | Иностранные: - персидский Орден Льва и Солнца 4-й степени (1890) - румынский Орден Звезды Румынии 4-й степени (1895) - австрийский Орден Железной короны 3-й степени (1897) - персидский Орден Льва и Солнца 2-й степени (1901) - Алмазная звезда к персидскому Ордену Льва и Солнца 2-й степени (1904) - болгарский Орден «За военные заслуги» 3-й степени (1904) - болгарский Орден «Святой Александр» 4-й степени (1904) - австрийский Орден Франца-Иосифа 1-й степени (1910) - черногорский Орден Князя Даниила 1-й степени |

## Память

### Увековечение памяти
В июле 2008 года ряд православных общественных деятелей России обратились с письмом к Президенту Д. А. Медведеву с просьбой назвать именем Гусейн хана Нахичеванского одну из улиц Москвы или Санкт-Петербурга. Эта инициатива была озвучена на Соборной встрече Всемирного русского народного собора в Екатеринбурге 15 июля и получила одобрение участников. В обращении к Президенту было в частности сказано:
Мы полагаем, что Гусейн хан Нахичеванский заслуживает того, чтобы его имя было увековечено на карте России. Одна из новых улиц в Москве или Санкт-Петербурге вполне могла бы получить имя этого великого сына азербайджанского народа и подданного исторической России.
Инициатива получила поддержку председателя Верховного Меджлиса Нахичеванской Автономной Республики Васифа Талыбова, Управления мусульман Кавказа и Координационного центра мусульман Северного Кавказа.
31 января 2013 года представители комитета по градостроительству и архитектуре Санкт-Петербурга объявили, что закладка памятника генералу будет осуществлена к его 150-летию, отмечаемому в июле 2013 года, а сам памятник будет установлен в сентябре-октябре 2013 года в парке 300-летия Санкт-Петербурга. Однако, до сих пор памятник по неизвестным причинам не был установлен.

### В художественной литературе
В романе «Август четырнадцатого» А. И. Солженицын критически отозвался о действиях Хана Нахичеванского при Каушене: «Армия Ренненкампфа была всего три корпуса, но к ней придано — пять с половиной кавалерийских дивизий, вся гвардейская кавалерия, цвет петербургской аристократии. И командовавший ею Хан Нахичеванский получил приказ: идти по немецким тылам и рвать коммуникации, тем лишая противника передвижений по Пруссии. Но едва он двинулся 6 августа — сбоку показалась всего одна немецкая второстепенная ландверная бригада, 5 батальонов. И вместо того, чтобы мимо неё, заслонясь, спешить по глубоким немецким тылам, — Хан Нахичеванский под Каушеном ввязался в бой, да какой — сбил на 6-вёрстном фронте четыре кавалерийских дивизии, и не охватывал бригады с флангов на конях, но спешил кавалерию и погнал её в лоб на пушки — и понёс ужасающие потери, одних офицеров больше сорока, — сам же просидел бой в удалённом штабе, а к вечеру и всю конницу отвёл далеко назад. И тем — пригласил немцев двигаться на пехоту Ренненкампфа.» 

### В кинематографии
О Хане Нахичеванском снят документальный фильм «Хан Гуссейн Нахичеванский. Человек чести» (режиссёр Людмила Гуркаленко, производство «Леннаучфильм», 2013 г.), получивший в 2014 году главный приз в конкурсной программе документального фильма XI Международного фестиваля военно-патриотического кино «Волоколамский рубеж».

### В живописи
- Подвиг Гусейн хана Нахичеванского и его полка запечатлён участником русско-японской войны, художником-баталистом Виктором Викентиевичем Мазуровским в картинах «Из набега генерала Мищенко. Атака 2-го Дагестанского полка у д. Ландунгоу на японскую пехоту и артиллерию под командой Хана Нахичеванского. 14 января 1905 г.»[66][67], а также «Переход перевала Сао Дадай с дагестанским полком под командованием Нахичеванского»[68].

- Портрет генерала от кавалерии Гусейна Хана Нахичеванского. 1916 г. Худ. Н.В. Харитонов
- «Из набега генерала Мищенко. Атака 2-го Дагестанского полка у д. Ландунгоу на японскую пехоту и артиллерию под командой Хана Нахичеванского. 14 января 1905 г.». Худ. В. В. Мазуровский

## Семья
В 1889 году поручик Гусейн хан Нахичеванский женился на дочери известного поэта, переводчика и издателя Николая Васильевича Гербеля — Софье Николаевне, лютеранского вероисповедания, вдове титулярного советника барона Таубе. Она родилась в 1864 году в Петербурге, а скончалась и была похоронена в Бейруте в июле 1941 года. У Нахичеванских было трое детей, православного вероисповедания.
Старший сын Хан Николай Нахичеванский родился 25 января 1891 года в Петербурге. Записан был в метрической книге Николо-Богоявленского морского собора в Санкт-Петербурге, за 1891 год. Из свидетельства о рождении:
...родители его:
Полковник Л. Гв. Конного полка Гусейн Хан-Нахичеванский и законная жена его София Николаевна, он магометанского, а она евангелическо-лютеранского вероисповедания, он первобрачный, а она второбрачная;

Крещён тринадцатого Октября тысяча восемьсот девяносто первого года вероисповедания православного…
После окончания Пажеского корпуса по 1-му разряду 6 августа 1911 года, был произведён корнетом в Лейб-гвардии Конный полк. Умер 20 февраля 1912 года от брюшного тифа. Исключён из списков полка 11 марта 1912 года.
В 2016 году во время реставрации установленного в 1947 году памятника Чернышевскому в его постаменте была обнаружена надгробная плита, на которой можно разобрать фамилию — Нахичеванский, и дату смерти — 1912 год. Предполагается, что это надгробие было установлено на могиле Хана Николая Нахичеванского, место захоронения которого сейчас неизвестно.
Дочь Татьяна-ханум Нахичеванская, в замужестве Мартынова, родилась в Петербурге 18 июня 1893 года. В 1917 году вышла замуж за сына генерала от кавалерии, офицера Лейб-гвардии Атаманского полка Дмитрия Андреевича Мартынова (1893—1934). Татьяна-ханум умерла 3 мая 1972 года в Ницце.
Младший сын Хан Георгий (Юрий) Нахичеванский родился 29 декабря 1899 года в Петербурге. Воспитанник Пажеского корпуса. Корнет Лейб-гвардии Конного полка. Участник Белого движения. После Севастопольской эвакуации жил вместе с матерью во Франции, затем во Французской Сирии (Ливане), где создал представительство компании «Форд» на Ближнем Востоке. Умер 8 мая 1948 года в Бейруте.

## Генеалогическое древо Нахичеванских
|                             |                             |                             |                             |                             |                             |  |  |                       |                       |                       |                       |                       |                       |                               |                               |                               |                               |                                 |                                 |                                 |                                 | Мураде Халифе                   |                                 |                                |                                |                                |                                |                               |                               |                               |                               |            |            |                                      |                                      |                                      |                                      |                                      |                                      |  |  |                         |                         |                         |                         |                                |                                |                                |                                |                                |                                |                         |                         |                         |                         |                    |                    |                                       |                                       |                                       |                                       |                                       |                                       |  |  |  |  |  |  |  |  |  |  |  |  |  |  |  |  |  |  |  |  |  |  |  |  |  |  |  |  |  |  |  |  |  |  |  |  |  |  |  |  |  |  |  |  |
|                             |                             |                             |                             |                             |                             |  |  |                       |                       |                       |                       |                       |                       |                               |                               |                               |                               |                                 |                                 |                                 |                                 |                                 |                                 |                                |                                |                                |                                |                               |                               |                               |                               |            |            |                                      |                                      |                                      |                                      |                                      |                                      |  |  |                         |                         |                         |                         |                                |                                |                                |                                |                                |                                |                         |                         |                         |                         |                    |                    |                                       |                                       |                                       |                                       |                                       |                                       |  |  |  |  |  |  |  |  |  |  |  |  |  |  |  |  |  |  |  |  |  |  |  |  |  |  |  |  |  |  |  |  |  |  |  |  |  |  |  |  |  |  |  |  |
|                             |                             |                             |                             |                             |                             |  |  |                       |                       |                       |                       |                       |                       |                               |                               |                               |                               |                                 |                                 |                                 |                                 |                                 |                                 |                                |                                |                                |                                |                               |                               |                               |                               |            |            |                                      |                                      |                                      |                                      |                                      |                                      |  |  |                         |                         |                         |                         |                                |                                |                                |                                |                                |                                |                         |                         |                         |                         |                    |                    |                                       |                                       |                                       |                                       |                                       |                                       |  |  |  |  |  |  |  |  |  |  |  |  |  |  |  |  |  |  |  |  |  |  |  |  |  |  |  |  |  |  |  |  |  |  |  |  |  |  |  |  |  |  |  |  |
|                             |                             |                             |                             |                             |                             |  |  |                       |                       |                       |                       |                       |                       | Аббас Кули-хан (? — ок. 1810) | Аббас Кули-хан (? — ок. 1810) | Аббас Кули-хан (? — ок. 1810) | Аббас Кули-хан (? — ок. 1810) | Аббас Кули-хан (? — ок. 1810)   | Аббас Кули-хан (? — ок. 1810)   |                                 |                                 | Келб Али-хан Кенгерли (?—1823)  | Келб Али-хан Кенгерли (?—1823)  | Келб Али-хан Кенгерли (?—1823) | Келб Али-хан Кенгерли (?—1823) | Келб Али-хан Кенгерли (?—1823) | Келб Али-хан Кенгерли (?—1823) |                               |                               | Керим-хан                     | Керим-хан                     | Керим-хан  | Керим-хан  | Керим-хан                            | Керим-хан                            |                                      |                                      |                                      |                                      |  |  |                         |                         |                         |                         |                                |                                |                                |                                |                                |                                |                         |                         |                         |                         |                    |                    |                                       |                                       |                                       |                                       |                                       |                                       |  |  |  |  |  |  |  |  |  |  |  |  |  |  |  |  |  |  |  |  |  |  |  |  |  |  |  |  |  |  |  |  |  |  |  |  |  |  |  |  |  |  |  |  |
|                             |                             |                             |                             |                             |                             |  |  |                       |                       |                       |                       |                       |                       | Аббас Кули-хан (? — ок. 1810) | Аббас Кули-хан (? — ок. 1810) | Аббас Кули-хан (? — ок. 1810) | Аббас Кули-хан (? — ок. 1810) | Аббас Кули-хан (? — ок. 1810)   | Аббас Кули-хан (? — ок. 1810)   |                                 |                                 | Келб Али-хан Кенгерли (?—1823)  | Келб Али-хан Кенгерли (?—1823)  | Келб Али-хан Кенгерли (?—1823) | Келб Али-хан Кенгерли (?—1823) | Келб Али-хан Кенгерли (?—1823) | Келб Али-хан Кенгерли (?—1823) |                               |                               | Керим-хан                     | Керим-хан                     | Керим-хан  | Керим-хан  | Керим-хан                            | Керим-хан                            |                                      |                                      |                                      |                                      |  |  |                         |                         |                         |                         |                                |                                |                                |                                |                                |                                |                         |                         |                         |                         |                    |                    |                                       |                                       |                                       |                                       |                                       |                                       |  |  |  |  |  |  |  |  |  |  |  |  |  |  |  |  |  |  |  |  |  |  |  |  |  |  |  |  |  |  |  |  |  |  |  |  |  |  |  |  |  |  |  |  |
|                             |                             |                             |                             |                             |                             |  |  |                       |                       |                       |                       |                       |                       |                               |                               |                               |                               |                                 |                                 |                                 |                                 |                                 |                                 |                                |                                |                                |                                |                               |                               |                               |                               |            |            |                                      |                                      |                                      |                                      |                                      |                                      |  |  |                         |                         |                         |                         |                                |                                |                                |                                |                                |                                |                         |                         |                         |                         |                    |                    |                                       |                                       |                                       |                                       |                                       |                                       |  |  |  |  |  |  |  |  |  |  |  |  |  |  |  |  |  |  |  |  |  |  |  |  |  |  |  |  |  |  |  |  |  |  |  |  |  |  |  |  |  |  |  |  |
| Фарадж-Улла Хан (1806—1847) | Фарадж-Улла Хан (1806—1847) | Фарадж-Улла Хан (1806—1847) | Фарадж-Улла Хан (1806—1847) | Фарадж-Улла Хан (1806—1847) | Фарадж-Улла Хан (1806—1847) |  |  |                       |                       |                       |                       |                       |                       |                               |                               |                               |                               |                                 |                                 |                                 |                                 | Шейх Али-хан (1808—1839)        | Шейх Али-хан (1808—1839)        | Шейх Али-хан (1808—1839)       | Шейх Али-хан (1808—1839)       | Шейх Али-хан (1808—1839)       | Шейх Али-хан (1808—1839)       |                               |                               |                               |                               |            |            |                                      |                                      |                                      |                                      |                                      |                                      |  |  |                         |                         |                         |                         | Эхсан Хан (1789—1846)          | Эхсан Хан (1789—1846)          | Эхсан Хан (1789—1846)          | Эхсан Хан (1789—1846)          | Эхсан Хан (1789—1846)          | Эхсан Хан (1789—1846)          |                         |                         |                         |                         |                    |                    |                                       |                                       |                                       |                                       |                                       |                                       |  |  |  |  |  |  |  |  |  |  |  |  |  |  |  |  |  |  |  |  |  |  |  |  |  |  |  |  |  |  |  |  |  |  |  |  |  |  |  |  |  |  |  |  |
| Фарадж-Улла Хан (1806—1847) | Фарадж-Улла Хан (1806—1847) | Фарадж-Улла Хан (1806—1847) | Фарадж-Улла Хан (1806—1847) | Фарадж-Улла Хан (1806—1847) | Фарадж-Улла Хан (1806—1847) |  |  |                       |                       |                       |                       |                       |                       |                               |                               |                               |                               |                                 |                                 |                                 |                                 | Шейх Али-хан (1808—1839)        | Шейх Али-хан (1808—1839)        | Шейх Али-хан (1808—1839)       | Шейх Али-хан (1808—1839)       | Шейх Али-хан (1808—1839)       | Шейх Али-хан (1808—1839)       |                               |                               |                               |                               |            |            |                                      |                                      |                                      |                                      |                                      |                                      |  |  |                         |                         |                         |                         | Эхсан Хан (1789—1846)          | Эхсан Хан (1789—1846)          | Эхсан Хан (1789—1846)          | Эхсан Хан (1789—1846)          | Эхсан Хан (1789—1846)          | Эхсан Хан (1789—1846)          |                         |                         |                         |                         |                    |                    |                                       |                                       |                                       |                                       |                                       |                                       |  |  |  |  |  |  |  |  |  |  |  |  |  |  |  |  |  |  |  |  |  |  |  |  |  |  |  |  |  |  |  |  |  |  |  |  |  |  |  |  |  |  |  |  |
|                             |                             |                             |                             |                             |                             |  |  |                       |                       |                       |                       |                       |                       |                               |                               |                               |                               |                                 |                                 |                                 |                                 |                                 |                                 |                                |                                |                                |                                |                               |                               |                               |                               |            |            |                                      |                                      |                                      |                                      |                                      |                                      |  |  |                         |                         |                         |                         |                                |                                |                                |                                |                                |                                |                         |                         |                         |                         |                    |                    |                                       |                                       |                                       |                                       |                                       |                                       |  |  |  |  |  |  |  |  |  |  |  |  |  |  |  |  |  |  |  |  |  |  |  |  |  |  |  |  |  |  |  |  |  |  |  |  |  |  |  |  |  |  |  |  |
| Асад-Улла Хан               | Асад-Улла Хан               | Асад-Улла Хан               | Асад-Улла Хан               | Асад-Улла Хан               | Асад-Улла Хан               |  |  |                       |                       |                       |                       |                       |                       |                               |                               |                               |                               | Мамедсадык-ага хан Келбалиханов | Мамедсадык-ага хан Келбалиханов | Мамедсадык-ага хан Келбалиханов | Мамедсадык-ага хан Келбалиханов | Мамедсадык-ага хан Келбалиханов | Мамедсадык-ага хан Келбалиханов |                                |                                | Гаджи Теймур хан Келбалиханов  | Гаджи Теймур хан Келбалиханов  | Гаджи Теймур хан Келбалиханов | Гаджи Теймур хан Келбалиханов | Гаджи Теймур хан Келбалиханов | Гаджи Теймур хан Келбалиханов |            |            | Исмаил Хан Нахичеванский (1819—1909) | Исмаил Хан Нахичеванский (1819—1909) | Исмаил Хан Нахичеванский (1819—1909) | Исмаил Хан Нахичеванский (1819—1909) | Исмаил Хан Нахичеванский (1819—1909) | Исмаил Хан Нахичеванский (1819—1909) |  |  |                         |                         |                         |                         | Гончабейим (1827—?)            | Гончабейим (1827—?)            | Гончабейим (1827—?)            | Гончабейим (1827—?)            | Гончабейим (1827—?)            | Гончабейим (1827—?)            |                         |                         |                         |                         |                    |                    | Келбали Хан Нахичеванский (1824—1883) | Келбали Хан Нахичеванский (1824—1883) | Келбали Хан Нахичеванский (1824—1883) | Келбали Хан Нахичеванский (1824—1883) | Келбали Хан Нахичеванский (1824—1883) | Келбали Хан Нахичеванский (1824—1883) |  |  |  |  |  |  |  |  |  |  |  |  |  |  |  |  |  |  |  |  |  |  |  |  |  |  |  |  |  |  |  |  |  |  |  |  |  |  |  |  |  |  |  |  |
| Асад-Улла Хан               | Асад-Улла Хан               | Асад-Улла Хан               | Асад-Улла Хан               | Асад-Улла Хан               | Асад-Улла Хан               |  |  |                       |                       |                       |                       |                       |                       |                               |                               |                               |                               | Мамедсадык-ага хан Келбалиханов | Мамедсадык-ага хан Келбалиханов | Мамедсадык-ага хан Келбалиханов | Мамедсадык-ага хан Келбалиханов | Мамедсадык-ага хан Келбалиханов | Мамедсадык-ага хан Келбалиханов |                                |                                | Гаджи Теймур хан Келбалиханов  | Гаджи Теймур хан Келбалиханов  | Гаджи Теймур хан Келбалиханов | Гаджи Теймур хан Келбалиханов | Гаджи Теймур хан Келбалиханов | Гаджи Теймур хан Келбалиханов |            |            | Исмаил Хан Нахичеванский (1819—1909) | Исмаил Хан Нахичеванский (1819—1909) | Исмаил Хан Нахичеванский (1819—1909) | Исмаил Хан Нахичеванский (1819—1909) | Исмаил Хан Нахичеванский (1819—1909) | Исмаил Хан Нахичеванский (1819—1909) |  |  |                         |                         |                         |                         | Гончабейим (1827—?)            | Гончабейим (1827—?)            | Гончабейим (1827—?)            | Гончабейим (1827—?)            | Гончабейим (1827—?)            | Гончабейим (1827—?)            |                         |                         |                         |                         |                    |                    | Келбали Хан Нахичеванский (1824—1883) | Келбали Хан Нахичеванский (1824—1883) | Келбали Хан Нахичеванский (1824—1883) | Келбали Хан Нахичеванский (1824—1883) | Келбали Хан Нахичеванский (1824—1883) | Келбали Хан Нахичеванский (1824—1883) |  |  |  |  |  |  |  |  |  |  |  |  |  |  |  |  |  |  |  |  |  |  |  |  |  |  |  |  |  |  |  |  |  |  |  |  |  |  |  |  |  |  |  |  |
|                             |                             |                             |                             |                             |                             |  |  |                       |                       |                       |                       |                       |                       |                               |                               |                               |                               |                                 |                                 |                                 |                                 |                                 |                                 |                                |                                |                                |                                |                               |                               |                               |                               |            |            |                                      |                                      |                                      |                                      |                                      |                                      |  |  |                         |                         |                         |                         |                                |                                |                                |                                |                                |                                |                         |                         |                         |                         |                    |                    |                                       |                                       |                                       |                                       |                                       |                                       |  |  |  |  |  |  |  |  |  |  |  |  |  |  |  |  |  |  |  |  |  |  |  |  |  |  |  |  |  |  |  |  |  |  |  |  |  |  |  |  |  |  |  |  |
| Сулейман хан                | Сулейман хан                | Сулейман хан                | Сулейман хан                | Сулейман хан                | Сулейман хан                |  |  |                       |                       |                       |                       |                       |                       |                               |                               |                               |                               |                                 |                                 |                                 |                                 |                                 |                                 |                                |                                |                                |                                |                               |                               |                               |                               |            |            | Аманулла Хан (1845—1891)             | Аманулла Хан (1845—1891)             | Аманулла Хан (1845—1891)             | Аманулла Хан (1845—1891)             | Аманулла Хан (1845—1891)             | Аманулла Хан (1845—1891)             |  |  | Гусейн Хан (1858—1919)  | Гусейн Хан (1858—1919)  | Гусейн Хан (1858—1919)  | Гусейн Хан (1858—1919)  | Гусейн Хан (1858—1919)         | Гусейн Хан (1858—1919)         |                                |                                | Эхсан Хан (1855—1894)          | Эхсан Хан (1855—1894)          | Эхсан Хан (1855—1894)   | Эхсан Хан (1855—1894)   | Эхсан Хан (1855—1894)   | Эхсан Хан (1855—1894)   |                    |                    | Джафаркули Хан (1859—1929)            | Джафаркули Хан (1859—1929)            | Джафаркули Хан (1859—1929)            | Джафаркули Хан (1859—1929)            | Джафаркули Хан (1859—1929)            | Джафаркули Хан (1859—1929)            |  |  |  |  |  |  |  |  |  |  |  |  |  |  |  |  |  |  |  |  |  |  |  |  |  |  |  |  |  |  |  |  |  |  |  |  |  |  |  |  |  |  |  |  |
| Сулейман хан                | Сулейман хан                | Сулейман хан                | Сулейман хан                | Сулейман хан                | Сулейман хан                |  |  |                       |                       |                       |                       |                       |                       |                               |                               |                               |                               |                                 |                                 |                                 |                                 |                                 |                                 |                                |                                |                                |                                |                               |                               |                               |                               |            |            | Аманулла Хан (1845—1891)             | Аманулла Хан (1845—1891)             | Аманулла Хан (1845—1891)             | Аманулла Хан (1845—1891)             | Аманулла Хан (1845—1891)             | Аманулла Хан (1845—1891)             |  |  | Гусейн Хан (1858—1919)  | Гусейн Хан (1858—1919)  | Гусейн Хан (1858—1919)  | Гусейн Хан (1858—1919)  | Гусейн Хан (1858—1919)         | Гусейн Хан (1858—1919)         |                                |                                | Эхсан Хан (1855—1894)          | Эхсан Хан (1855—1894)          | Эхсан Хан (1855—1894)   | Эхсан Хан (1855—1894)   | Эхсан Хан (1855—1894)   | Эхсан Хан (1855—1894)   |                    |                    | Джафаркули Хан (1859—1929)            | Джафаркули Хан (1859—1929)            | Джафаркули Хан (1859—1929)            | Джафаркули Хан (1859—1929)            | Джафаркули Хан (1859—1929)            | Джафаркули Хан (1859—1929)            |  |  |  |  |  |  |  |  |  |  |  |  |  |  |  |  |  |  |  |  |  |  |  |  |  |  |  |  |  |  |  |  |  |  |  |  |  |  |  |  |  |  |  |  |
|                             |                             |                             |                             |                             |                             |  |  |                       |                       |                       |                       |                       |                       |                               |                               |                               |                               |                                 |                                 |                                 |                                 |                                 |                                 |                                |                                |                                |                                |                               |                               |                               |                               |            |            |                                      |                                      |                                      |                                      |                                      |                                      |  |  |                         |                         |                         |                         |                                |                                |                                |                                |                                |                                |                         |                         |                         |                         |                    |                    |                                       |                                       |                                       |                                       |                                       |                                       |  |  |  |  |  |  |  |  |  |  |  |  |  |  |  |  |  |  |  |  |  |  |  |  |  |  |  |  |  |  |  |  |  |  |  |  |  |  |  |  |  |  |  |  |
| Джумшуд хан (1914—1988)     | Джумшуд хан (1914—1988)     | Джумшуд хан (1914—1988)     | Джумшуд хан (1914—1988)     | Джумшуд хан (1914—1988)     | Джумшуд хан (1914—1988)     |  |  | Сулейман хан (1916-?) | Сулейман хан (1916-?) | Сулейман хан (1916-?) | Сулейман хан (1916-?) | Сулейман хан (1916-?) | Сулейман хан (1916-?) |                               |                               | Али хан (1911—1947)           | Али хан (1911—1947)           | Али хан (1911—1947)             | Али хан (1911—1947)             | Али хан (1911—1947)             | Али хан (1911—1947)             |                                 |                                 |                                |                                | Хан Николай (1891—1912)        | Хан Николай (1891—1912)        | Хан Николай (1891—1912)       | Хан Николай (1891—1912)       | Хан Николай (1891—1912)       | Хан Николай (1891—1912)       |            |            | Татьяна (1893—1972)                  | Татьяна (1893—1972)                  | Татьяна (1893—1972)                  | Татьяна (1893—1972)                  | Татьяна (1893—1972)                  | Татьяна (1893—1972)                  |  |  | Хан Георгий (1899—1948) | Хан Георгий (1899—1948) | Хан Георгий (1899—1948) | Хан Георгий (1899—1948) | Хан Георгий (1899—1948)        | Хан Георгий (1899—1948)        |                                |                                | Келбали Хан (1891—1931)        | Келбали Хан (1891—1931)        | Келбали Хан (1891—1931) | Келбали Хан (1891—1931) | Келбали Хан (1891—1931) | Келбали Хан (1891—1931) |                    |                    | Джамшид (1895—1938)                   | Джамшид (1895—1938)                   | Джамшид (1895—1938)                   | Джамшид (1895—1938)                   | Джамшид (1895—1938)                   | Джамшид (1895—1938)                   |  |  |  |  |  |  |  |  |  |  |  |  |  |  |  |  |  |  |  |  |  |  |  |  |  |  |  |  |  |  |  |  |  |  |  |  |  |  |  |  |  |  |  |  |
| Джумшуд хан (1914—1988)     | Джумшуд хан (1914—1988)     | Джумшуд хан (1914—1988)     | Джумшуд хан (1914—1988)     | Джумшуд хан (1914—1988)     | Джумшуд хан (1914—1988)     |  |  | Сулейман хан (1916-?) | Сулейман хан (1916-?) | Сулейман хан (1916-?) | Сулейман хан (1916-?) | Сулейман хан (1916-?) | Сулейман хан (1916-?) |                               |                               | Али хан (1911—1947)           | Али хан (1911—1947)           | Али хан (1911—1947)             | Али хан (1911—1947)             | Али хан (1911—1947)             | Али хан (1911—1947)             |                                 |                                 |                                |                                | Хан Николай (1891—1912)        | Хан Николай (1891—1912)        | Хан Николай (1891—1912)       | Хан Николай (1891—1912)       | Хан Николай (1891—1912)       | Хан Николай (1891—1912)       |            |            | Татьяна (1893—1972)                  | Татьяна (1893—1972)                  | Татьяна (1893—1972)                  | Татьяна (1893—1972)                  | Татьяна (1893—1972)                  | Татьяна (1893—1972)                  |  |  | Хан Георгий (1899—1948) | Хан Георгий (1899—1948) | Хан Георгий (1899—1948) | Хан Георгий (1899—1948) | Хан Георгий (1899—1948)        | Хан Георгий (1899—1948)        |                                |                                | Келбали Хан (1891—1931)        | Келбали Хан (1891—1931)        | Келбали Хан (1891—1931) | Келбали Хан (1891—1931) | Келбали Хан (1891—1931) | Келбали Хан (1891—1931) |                    |                    | Джамшид (1895—1938)                   | Джамшид (1895—1938)                   | Джамшид (1895—1938)                   | Джамшид (1895—1938)                   | Джамшид (1895—1938)                   | Джамшид (1895—1938)                   |  |  |  |  |  |  |  |  |  |  |  |  |  |  |  |  |  |  |  |  |  |  |  |  |  |  |  |  |  |  |  |  |  |  |  |  |  |  |  |  |  |  |  |  |
|                             |                             |                             |                             |                             |                             |  |  |                       |                       |                       |                       |                       |                       |                               |                               |                               |                               |                                 |                                 |                                 |                                 |                                 |                                 |                                |                                |                                |                                |                               |                               |                               |                               |            |            |                                      |                                      |                                      |                                      |                                      |                                      |  |  |                         |                         |                         |                         |                                |                                |                                |                                |                                |                                |                         |                         |                         |                         |                    |                    |                                       |                                       |                                       |                                       |                                       |                                       |  |  |  |  |  |  |  |  |  |  |  |  |  |  |  |  |  |  |  |  |  |  |  |  |  |  |  |  |  |  |  |  |  |  |  |  |  |  |  |  |  |  |  |  |
| Фаик хан (1950-2016)        | Фаик хан (1950-2016)        | Фаик хан (1950-2016)        | Фаик хан (1950-2016)        | Фаик хан (1950-2016)        | Фаик хан (1950-2016)        |  |  |                       |                       |                       |                       |                       |                       |                               |                               | Намиг хан                     | Намиг хан                     | Намиг хан                       | Намиг хан                       | Намиг хан                       | Намиг хан                       |                                 |                                 | Тофиг хан                      | Тофиг хан                      | Тофиг хан                      | Тофиг хан                      | Тофиг хан                     | Тофиг хан                     |                               |                               |            |            |                                      |                                      |                                      |                                      |                                      |                                      |  |  | Татьяна (1925—1975)     | Татьяна (1925—1975)     | Татьяна (1925—1975)     | Татьяна (1925—1975)     | Татьяна (1925—1975)            | Татьяна (1925—1975)            |                                |                                | Никита хан (1924—1997)         | Никита хан (1924—1997)         | Никита хан (1924—1997)  | Никита хан (1924—1997)  | Никита хан (1924—1997)  | Никита хан (1924—1997)  |                    |                    | Мария (1927 г. р.)                    | Мария (1927 г. р.)                    | Мария (1927 г. р.)                    | Мария (1927 г. р.)                    | Мария (1927 г. р.)                    | Мария (1927 г. р.)                    |  |  |  |  |  |  |  |  |  |  |  |  |  |  |  |  |  |  |  |  |  |  |  |  |  |  |  |  |  |  |  |  |  |  |  |  |  |  |  |  |  |  |  |  |
| Фаик хан (1950-2016)        | Фаик хан (1950-2016)        | Фаик хан (1950-2016)        | Фаик хан (1950-2016)        | Фаик хан (1950-2016)        | Фаик хан (1950-2016)        |  |  |                       |                       |                       |                       |                       |                       |                               |                               | Намиг хан                     | Намиг хан                     | Намиг хан                       | Намиг хан                       | Намиг хан                       | Намиг хан                       |                                 |                                 | Тофиг хан                      | Тофиг хан                      | Тофиг хан                      | Тофиг хан                      | Тофиг хан                     | Тофиг хан                     |                               |                               |            |            |                                      |                                      |                                      |                                      |                                      |                                      |  |  | Татьяна (1925—1975)     | Татьяна (1925—1975)     | Татьяна (1925—1975)     | Татьяна (1925—1975)     | Татьяна (1925—1975)            | Татьяна (1925—1975)            |                                |                                | Никита хан (1924—1997)         | Никита хан (1924—1997)         | Никита хан (1924—1997)  | Никита хан (1924—1997)  | Никита хан (1924—1997)  | Никита хан (1924—1997)  |                    |                    | Мария (1927 г. р.)                    | Мария (1927 г. р.)                    | Мария (1927 г. р.)                    | Мария (1927 г. р.)                    | Мария (1927 г. р.)                    | Мария (1927 г. р.)                    |  |  |  |  |  |  |  |  |  |  |  |  |  |  |  |  |  |  |  |  |  |  |  |  |  |  |  |  |  |  |  |  |  |  |  |  |  |  |  |  |  |  |  |  |
|                             |                             |                             |                             |                             |                             |  |  |                       |                       |                       |                       |                       |                       |                               |                               |                               |                               |                                 |                                 |                                 |                                 |                                 |                                 |                                |                                |                                |                                |                               |                               |                               |                               |            |            |                                      |                                      |                                      |                                      |                                      |                                      |  |  |                         |                         |                         |                         |                                |                                |                                |                                |                                |                                |                         |                         |                         |                         |                    |                    |                                       |                                       |                                       |                                       |                                       |                                       |  |  |  |  |  |  |  |  |  |  |  |  |  |  |  |  |  |  |  |  |  |  |  |  |  |  |  |  |  |  |  |  |  |  |  |  |  |  |  |  |  |  |  |  |
| Джумшуд хан                 | Джумшуд хан                 | Джумшуд хан                 | Джумшуд хан                 | Джумшуд хан                 | Джумшуд хан                 |  |  | Роман хан             | Роман хан             | Роман хан             | Роман хан             | Роман хан             | Роман хан             |                               |                               | Рамин хан                     | Рамин хан                     | Рамин хан                       | Рамин хан                       | Рамин хан                       | Рамин хан                       |                                 |                                 | Али хан                        | Али хан                        | Али хан                        | Али хан                        | Али хан                       | Али хан                       |                               |                               | Эльхан хан | Эльхан хан | Эльхан хан                           | Эльхан хан                           | Эльхан хан                           | Эльхан хан                           |                                      |                                      |  |  | Александра (1947—2011)  | Александра (1947—2011)  | Александра (1947—2011)  | Александра (1947—2011)  | Александра (1947—2011)         | Александра (1947—2011)         |                                |                                | Джордж хан (1957 г. р.)        | Джордж хан (1957 г. р.)        | Джордж хан (1957 г. р.) | Джордж хан (1957 г. р.) | Джордж хан (1957 г. р.) | Джордж хан (1957 г. р.) |                    |                    |                                       |                                       |                                       |                                       |                                       |                                       |  |  |  |  |  |  |  |  |  |  |  |  |  |  |  |  |  |  |  |  |  |  |  |  |  |  |  |  |  |  |  |  |  |  |  |  |  |  |  |  |  |  |  |  |
| Джумшуд хан                 | Джумшуд хан                 | Джумшуд хан                 | Джумшуд хан                 | Джумшуд хан                 | Джумшуд хан                 |  |  | Роман хан             | Роман хан             | Роман хан             | Роман хан             | Роман хан             | Роман хан             |                               |                               | Рамин хан                     | Рамин хан                     | Рамин хан                       | Рамин хан                       | Рамин хан                       | Рамин хан                       |                                 |                                 | Али хан                        | Али хан                        | Али хан                        | Али хан                        | Али хан                       | Али хан                       |                               |                               | Эльхан хан | Эльхан хан | Эльхан хан                           | Эльхан хан                           | Эльхан хан                           | Эльхан хан                           |                                      |                                      |  |  | Александра (1947—2011)  | Александра (1947—2011)  | Александра (1947—2011)  | Александра (1947—2011)  | Александра (1947—2011)         | Александра (1947—2011)         |                                |                                | Джордж хан (1957 г. р.)        | Джордж хан (1957 г. р.)        | Джордж хан (1957 г. р.) | Джордж хан (1957 г. р.) | Джордж хан (1957 г. р.) | Джордж хан (1957 г. р.) |                    |                    |                                       |                                       |                                       |                                       |                                       |                                       |  |  |  |  |  |  |  |  |  |  |  |  |  |  |  |  |  |  |  |  |  |  |  |  |  |  |  |  |  |  |  |  |  |  |  |  |  |  |  |  |  |  |  |  |
|                             |                             |                             |                             |                             |                             |  |  |                       |                       |                       |                       |                       |                       |                               |                               |                               |                               |                                 |                                 |                                 |                                 |                                 |                                 |                                |                                |                                |                                |                               |                               |                               |                               |            |            |                                      |                                      |                                      |                                      |                                      |                                      |  |  |                         |                         |                         |                         |                                |                                |                                |                                |                                |                                |                         |                         |                         |                         |                    |                    |                                       |                                       |                                       |                                       |                                       |                                       |  |  |  |  |  |  |  |  |  |  |  |  |  |  |  |  |  |  |  |  |  |  |  |  |  |  |  |  |  |  |  |  |  |  |  |  |  |  |  |  |  |  |  |  |
|                             |                             |                             |                             |                             |                             |  |  |                       |                       |                       |                       |                       |                       |                               |                               |                               |                               |                                 |                                 |                                 |                                 |                                 |                                 |                                |                                |                                |                                |                               |                               |                               |                               |            |            |                                      |                                      |                                      |                                      |                                      |                                      |  |  |                         |                         |                         |                         | Владимир-Пьер хан (1993 г. р.) | Владимир-Пьер хан (1993 г. р.) | Владимир-Пьер хан (1993 г. р.) | Владимир-Пьер хан (1993 г. р.) | Владимир-Пьер хан (1993 г. р.) | Владимир-Пьер хан (1993 г. р.) |                         |                         | София (1995 г. р.)      | София (1995 г. р.)      | София (1995 г. р.) | София (1995 г. р.) | София (1995 г. р.)                    | София (1995 г. р.)                    |                                       |                                       |                                       |                                       |  |  |  |  |  |  |  |  |  |  |  |  |  |  |  |  |  |  |  |  |  |  |  |  |  |  |  |  |  |  |  |  |  |  |  |  |  |  |  |  |  |  |  |  |